# Pallacanestro Cantù 1957-1958
Questa voce raccoglie le informazioni riguardanti la Pallacanestro Cantù nelle competizioni ufficiali della stagione 1956-1957.

## Stagione
La stagione 1957-1958 della Pallacanestro Cantù sponsorizzata Oransoda, è la 3ª nel massimo campionato italiano di pallacanestro, l'Elette. La famiglia Casella ed Aldo Allievi, dopo la sponsorizzazione sono entrati in società con un ruolo più importante, tanto che il figlio del Commendatore, Erminio Casella è diventato vice presidente.
All'ultima giornata di campionato i canturini ebbero l'occasione di giocarsi il terzo posto contro il Santipasta Bologna, ma persero concludendo così il campionato al sesto posto. La sconfitta dei canturini provocò una vera rivoluzione. Non fu il risultato in sé a scatenare tutta la questione ma l'organizzazione della trasferta, perché il Commendatore Ettore Casella puntò il dito contro il presidente poiché aveva mandato i giocatori a Bologna con la propria auto. Così il 12 maggio Ettore Casella manda una lettera al Consiglio della Pallacanestro Cantù con la quale comunica la rottura dei rapporti di sponsorizzazione con la sua società, la S.A.G.A. Nasce così un incontro nel quale si arriva all'accordo stipulato il 30 maggio 1958 in cui la S.A.G.A. diventa proprietaria della Pallacanestro Cantù. Luigi Molteni viene nominato presidente onorario, mentre la carica di presidente esecutivo viene assunta da Aldo Allievi.

## Roster
- Lino Cappelletti
- Gualtiero Bernardis
- Dante Masocco
- Rino Morani
- Marcello Motto
- Luciano Racchi
- Lorenzo Rogato
- Tony Vlastelica
- Luciano Zia
- Broggi

Allenatore:  Isidor Maršan

## Mercato
| Acquisti | Acquisti        | Acquisti       | Acquisti                  |
| R.       | Nome            | da             | Modalità                  |
| -------- | --------------- | -------------- | ------------------------- |
| C        | Marcello Motto  | Pall. Biella   | definitivo (3 milioni L.) |
| C        | Dante Masocco   | Vela Viareggio | definitivo                |
| A        | Tony Vlastelica | V.L. Pesaro    | definitivo                |
| P        | Rino Morani     | Pall. Pavia    | definitivo                |

| Cessioni | Cessioni        | Cessioni | Cessioni       |
| R.       | Nome            | a        | Modalità       |
| -------- | --------------- | -------- | -------------- |
|          | Giuseppe Pozzi  |          | fine contratto |
|          | Borislav Ćurčić | Partizan | fine contratto |